# Ardisia carnea
Ardisia carnea är en viveväxtart som beskrevs av Carl Christian Mez. Ardisia carnea ingår i släktet Ardisia och familjen viveväxter. Inga underarter finns listade i Catalogue of Life.